# Division Nationale (pallavolo femminile)
La Division Nationale, massima divisione del campionato lussemburghese, è una competizione pallavolistica per squadre di club lussemburghesi femminili, organizzata con cadenza annuale dalla FLVB.

## Edizioni
| Anno             | Podio              | Podio         | Podio         |
| Campione         | Seconda            | Terza         |               |
| ---------------- | ------------------ | ------------- | ------------- |
| 1957-58 Dettagli | CAL Clausen        | -             | -             |
| 1958-59 Dettagli | CAL Clausen        | -             | -             |
| 1959-60 Dettagli | CAL Clausen        | -             | -             |
| 1960-61 Dettagli | CAL Clausen        | -             | -             |
| 1961-62 Dettagli | Lalléng            | -             | -             |
| 1962-63 Dettagli | Lalléng            | -             | -             |
| 1963-64 Dettagli | Lalléng            | -             | -             |
| 1964-65 Dettagli | Lalléng            | -             | -             |
| 1965-66 Dettagli | CAL Clausen        | -             | -             |
| 1966-67 Dettagli | CAL Clausen        | -             | -             |
| 1967-68 Dettagli | Lalléng            | -             | -             |
| 1968-69 Dettagli | CAL Clausen        | -             | -             |
| 1969-70 Dettagli | CAL Clausen        | -             | -             |
| 1970-71 Dettagli | Lalléng            | -             | -             |
| 1971-72 Dettagli | CAL Clausen        | -             | -             |
| 1972-73 Dettagli | CAL Clausen        | -             | -             |
| 1973-74 Dettagli | CAL Clausen        | -             | -             |
| 1974-75 Dettagli | Olympic Luxembourg | -             | -             |
| 1975-76 Dettagli | CAL Clausen        | -             | -             |
| 1976-77 Dettagli | CAL Clausen        | -             | -             |
| 1977-78 Dettagli | CAL Clausen        | -             | -             |
| 1978-79 Dettagli | Olympic Luxembourg | -             | -             |
| 1979-80 Dettagli | CAL Clausen        | -             | -             |
| 1980-81 Dettagli | CAL Clausen        | -             | -             |
| 1981-82 Dettagli | Olympic Luxembourg | -             | -             |
| 1982-83 Dettagli | GYM                | -             | -             |
| 1983-84 Dettagli | Olympic Luxembourg | -             | -             |
| 1984-85 Dettagli | Olympic Luxembourg | -             | -             |
| 1985-86 Dettagli | Olympic Luxembourg | -             | -             |
| 1986-87 Dettagli | Olympic Luxembourg | -             | -             |
| 1987-88 Dettagli | GYM                | -             | -             |
| 1988-89 Dettagli | Olympic Luxembourg | -             | -             |
| 1989-90 Dettagli | GYM                | -             | -             |
| 1990-91 Dettagli | GYM                | -             | -             |
| 1991-92 Dettagli | GYM                | -             | -             |
| 1992-93 Dettagli | GYM                | -             | -             |
| 1993-94 Dettagli | Mamer              | -             | -             |
| 1994-95 Dettagli | Mamer              | -             | -             |
| 1995-96 Dettagli | Mamer              | -             | -             |
| 1996-97 Dettagli | Mamer              | -             | -             |
| 1997-98 Dettagli | GYM                | -             | -             |
| 1998-99 Dettagli | Mamer              | -             | -             |
| 1999-00 Dettagli | Mamer              | -             | -             |
| 2000-01 Dettagli | Mamer              | -             | -             |
| 2001-02 Dettagli | Mamer              | -             | -             |
| 2002-03 Dettagli | Mamer              | -             | -             |
| 2003-04 Dettagli | 80 Pétange         | -             | -             |
| 2004-05 Dettagli | 80 Pétange         | -             | -             |
| 2005-06 Dettagli | 80 Pétange         | -             | -             |
| 2006-07 Dettagli | Mamer              | -             | -             |
| 2007-08 Dettagli | 80 Pétange         | Mamer         | GYM           |
| 2008-09 Dettagli | 80 Pétange         | GYM           | Mamer         |
| 2009-10 Dettagli | GYM                | 80 Pétange    | RSR Walfer    |
| 2010-11 Dettagli | RSR Walfer         | GYM           | 80 Pétange    |
| 2011-12 Dettagli | GYM                | Mamer         | 80 Pétange    |
| 2012-13 Dettagli | Mamer              | RSR Walfer    | GYM           |
| 2013-14 Dettagli | RSR Walfer         | Mamer         | Bartréng      |
| 2014-15 Dettagli | RSR Walfer         | Mamer         | CHEV          |
| 2015-16 Dettagli | Mamer              | CHEV          | RSR Walfer    |
| 2016-17 Dettagli | RSR Walfer         | CHEV          | Mamer         |
| 2017-18 Dettagli | RSR Walfer         | CHEV          | Strassen      |
| 2018-19 Dettagli | RSR Walfer         | CHEV          | GYM           |
| 2019-20 Dettagli | Non assegnato      | Non assegnato | Non assegnato |
| 2020-21 Dettagli | RSR Walfer         | Mamer         | GYM           |
| 2021-22 Dettagli | RSR Walfer         | GYM           | Steinfort     |
| 2022-23 Dettagli | RSR Walfer         | GYM           | Mamer         |

## Palmarès
| Squadra            | Titolo | Edizione |
| ------------------ | ------ | --- |
| CAL Clausen        | 16     | 1957-58, 1958-59, 1959-60, 1960-61, 1965-66, 1966-67, 1968-69, 1969-70, 1971-72, 1972-73, 1973-74, 1975-76, 1976-77, 1977-78, 1979-80, 1980-81 |
| Mamer              | 12     | 1993-94, 1994-95, 1995-96, 1996-97, 1998-99, 1999-00, 2000-01, 2001-02, 2002-03, 2006-07, 2012-13, 2015-16                                     |
| GYM                | 9      | 1982-83, 1987-88, 1989-90, 1990-91, 1991-92, 1992-93, 1997-98, 2009-10, 2011-12                                                                |
| RSR Walfer         | 9      | 2010-11, 2013-14, 2014-15, 2016-17, 2017-18, 2018-19, 2020-21, 2021-22, 2022-23                                                                |
| Olympic Luxembourg | 8      | 1974-75, 1978-79, 1981-82, 1983-84, 1984-85, 1985-86, 1986-87, 1988-89                                                                         |
| Lalléng            | 6      | 1961-62, 1962-63, 1963-64, 1964-65, 1967-68, 1970-71                                                                                           |
| 80 Pétange         | 5      | 2003-04, 2004-05, 2005-06, 2007-08, 2008-09 |